# Колос (ансамбль)
Народный казачий ансамбль песни «Колос» — певческий коллектив, основанный в 1965 году в станице Новорождественская Тихорецкого района. С 2003 года ансамбль «Колос» является филиалом Кубанского казачьего хора.
Народный ансамбль имеет множество дипломов и почётных грамот от Министерства культуры Краснодарского края за сохранение и развитие традиционной народной культуры Кубани. «Колос» неоднократный победитель различных краевых фестивалей и конкурсов народного творчества.

## История

Участники коллектива

История создания хора началась в 1965 году со строительства Дома культуры в станице Новорождественская. Инициатором выступил председатель колхоза им. Ленина Макар Терентьевич Дралов. Участников коллектива искали по всей стране. Активное содействие в этом принял Василий Титаренко, первый руководитель коллектива. Об этом говорят устные свидетельства первых участников ансамбля: Л. А. Леонтьевой, Н. М. Драловой, С. И. Летучей, А. М. Летучего.
Л. А. Леонтьева: «Мы с Урала. Занимались там с мужем в самодеятельности — он танцевал, а я пела»
Из города Каменска Ростовской области приехала Светлана Ивановна Пурыгина, ставшая здесь Летучей. Из Свердловска приехали супруги Галина и Юрий Иншаковы, Н. Гурецкий, Т. Конькова, Н. Жабченко — тоже с Урала, В. Лужко — из города Горького, А. Емельянов из Краснодара. Пришли в ансамбль и местные жители: Вера Албанова, Владимир Метегин, Тамара Рыбак, Валерий и Светлана Буздыхановы. Уже весной 1965 года коллектив был собран.
В апреле 1968 года состоялось первое выступление коллектива. Для чего были сшиты костюмы, заказанные в Москве. Они до сих пор хранятся в костюмерной ансамбля.
После Василия Титаренко на должность руководителя коллектива в 1967 году пришёл Георгий Иванович Шумов. Под его руководством ансамбль получил звание «народного». В 1977 вокальной группой руководил Виктор Круковский, а танцевальной Иван Помников.
В начале 70-х годов руководителем ансамбля «Колос» становится на тот момент главный хормейстер Государственного Кубанского казачьего хора Илья Антонович Петрусенко. Помимо «Колоса» он так же возглавляет коллектив «Нива». Под его руководством эти коллективы неоднократно становились лауреатами Всесоюзных и Всероссийских фестивалей народного хорового творчества, так же они выезжали с концертами и за рубеж. Для этих коллективов Петрусенко написал песни «Я надену красивое платье», «Осенняя песня», «Зачем ты снишься мне», «Казачья праздничная», «Трава-полынь».
На роль балетмейстера приходит Семён Аркадьевич Книжников, заслуженный артист РСФСР, ученик Игоря Моисеева.
После Петрусенко должность хормейстера занимает Николай Георгиевич Барышпольский, а балетмейстером становится Надежда Петровна Комова. Барышпольский работал с хором более 20-ти лет и привнёс большой вклад в репертуар ансамбля. Он написал песни на собственные стихи «Тихорецкая наша земля», «Песня о Геленджике», «Тихорецкий мясокомбинат», а так же песни на стихи современников «Песня о родной станице» на слова В. Метелина, «Цвети, Кубань» на слова С. Хохлова, «За станицей утром ранним» на слова В. Чуприны, обработки песен для хора: «То не пыль в поле, братцы, курится», «Батька атаман», «Шёл отряд степной станицей», «Йихав, йихав козак мистом», «Посылала бабусэнька».
С 2000 по 2023 год хормейстером ансамбля «Колос» была Валентина Петровна Хижнякова, получившая образование от Виктора Гавриловича Захарченко, художественного руководителя Кубанского казачьего хора.
С 2023 года коллективом руководит Скубская Анна Владимировна.

## Концертная деятельность

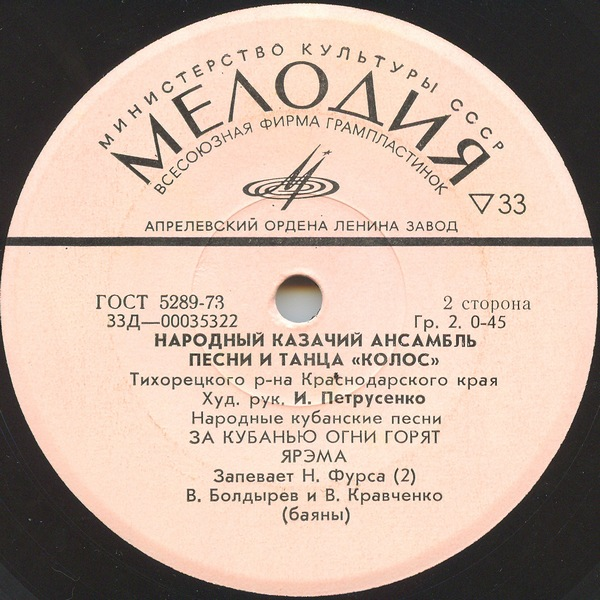
Диск долгоиграющей пластинки с записями казачьих песен "Мелодия"

- Диск долгоиграющей пластинки с записями казачьих песен "Мелодия"Осенью 1970 года «Колос» представлял Кубань на проводимых Днях Советской культуры в Чехословакии.[8]
- В 1972 году в составе делегации ЦК ВЛКСМ «Колос» посетил Венгерскую народную республику с концертами, где был награждён медалью Союза молодёжи Венгрии[9]. Участники ансамбля были приняты в городской ратуши города Будапешта.
- 1979 и 1988 годы — Болгария — участие в фольклорном фестивале.
- 1985 год — Югославия.
- Ансамбль, лауреат международного фестиваля «Алаверды-88» в Армянской ССР, побывал с гастрольными поездками в Грузии, Украине, Ставропольском крае и Ростовской области, обладатель золотых и серебряных медалей ВДНХ СССР. Концертные программы ансамбля были записаны на Краснодарском, Всесоюзном радио и телевидении. Всесоюзная фирма грампластинок «Мелодия» выпустила диск долгоиграющей пластинки с записями казачьих песен в исполнении хоровой группы ансамбля.[10]
- «Колос» ежегодно выступает с гастрольной программой в Геленджике.
- Коллектив принимал участие в фестивале «Золотое яблоко» в Краснодаре 8 сентября 2006 года.[11] В фестивале народного творчества «Казачье подворье»11-12 сентября 2007[12]. В краевом фестивале «Во славу Кубани, на благо России»[13]

## Репертуар
1. Сл. П.Шестакова, муз. Н.Барышпольского «Цвети, Кубань»
2. «Тихорецкая наша земля» — муз. и сл. Николая Барышпольского
3. «Прощание славянки» — муз. В.Агапкина, сл. А.Васильева
4. «На Кубани мы живём» — муз. В.Захарченко, сл. А.Костарева
5. Сл. В.Бокова, муз. Г.Пономаренко «Мне Россия — мать родная»
6. Сл. С.Хохлова, муз. В.Захарченко «Когда баян не говорит»
7. СЛ.А. Спичека, муз. В.Захарченко «Ой, вы кони»
8. «Роспрягайтэ хлопцы конэй» — украинская народная песня
9. «Трава, моя трава» — кубанская народная песня
10. Старинная казачья песня «На заре-то было, братцы»
11. Кубанская народная песня «Ой, на гори казаки стояли»
12. Казачья народная песня «Люблю я казаченьку»
13. Шуточная песня донских казаков «Как у нашего соседа»
14. «Поехал казак» — старинная казачья песня
15. Старинная казачья песня «На прекрасном месте»
16. «Ой, да Краснодарский край» — муз. Виктора Захарченко, сл. Сергея Хохлова
17. Кубанская народная песня «Дощщик накрапае»
18. Шуточная кубанская песня «Ох не сплю и НЭ йим»
19. Кубанская шуточная песня «Комарики, мушки дробненьки»
20. «Йихалы козаченьки» — кубанская народная песня
21. Старинная казачья песня «На заре-то было братцы»
22. Сл. и муз. В.Коломиец «В прыймах»
23. Казачья народная песня" Любо, братцы, любо"
24. Сл. и муз. А.ЗаволокиноЙ «Казачий край»
25. Кубанская народная песня" Ны топай, ны топай"
26. Кубанская народная песня" Конь боевой"
27. Муз. С.Близнюк, сл. Пузаревич" Кубань, Кубань"
28. Муз. В.Захарченко, сл. В.Кострова «Девичья песня»
29. Муз. В.Захарченко, ел. Г.Пасько" Чем ромашки пахнут"
30. Муз. В. Хижняковой, СЛ.М.Рассказова" Земля, что у Кубань-реки"
31. Муз. В.Захарченко, сл. А.Порохина «Я не буду петь по- новому»
32. Муз. В.Захарченко ел. Толстого «Ой стога, стога»
33. Муз. В. Захарченко, сл. Кострова" Вот избушка. Печка. Лавочка"
34. «Ой, хотя бы,Господи» — кубанская народная песня
35. Зачем казаку резвый конь — песня из к/ф «Когда казаки плачут»
36. Кубанская народная песня" Сывым конэм грае"
37. Муз. Г.Плотниченко сл. И.Вараввы «Бежит река Кубанушка».
38. Сл. и муз. Д.Покрасса «В путь-дорожку дальнюю».
39. Песня о Геленджике — муз. и сл. Николая Барышпольского
40. Кубанская народная песня «Тэрныця»
41. Сл. и муз. В.Коломиец «Ой, выно»
42. Муз. В.Захарченко, сл. Н.Рубцова «По вечерам»
43. Сл. и муз. В.Поповцева «Как по-над рекой»
44. «Как по травке» — русская народная песня
45. Песня из кинофильма «Кубанские казаки» «Каким ты был»
46. Муз. В.Захарченко, сл. Савицкого «Божэ Всэсыльный»
47. Муз. В.Захарченко СЛ.А.Пивня «Кубань-ричка»
48. Украинская народная песня" Садом, садом, кумасэнька"
49. Кубанская народная песня «В амбар за мукой»
50. Сл. Н.Зиновьева, муз. В.Захарченко «В степи»
51. Сл. Хохлова, муз. В.Захарченко «Курганы»
52. «Горькая моя Родина» — Сл. Н.Добронравова, муз. А.Пахмутовой
53. Сл. и муз. Ю.Булавина «Атаман»
54. «То не пыль» — старинная казачья песня
55. «Архангельская» — муз. и сл. Владимира Афанасьева

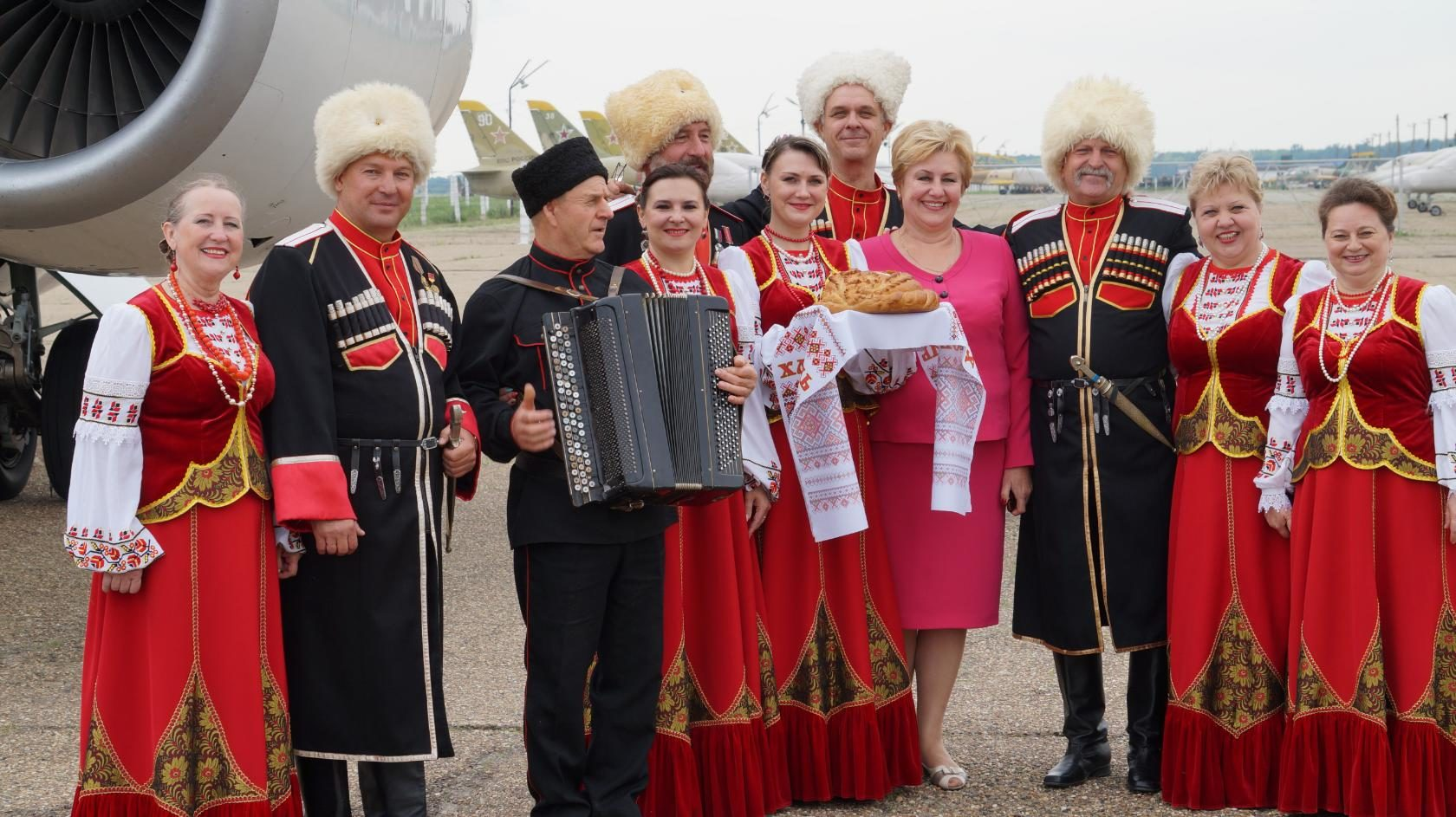
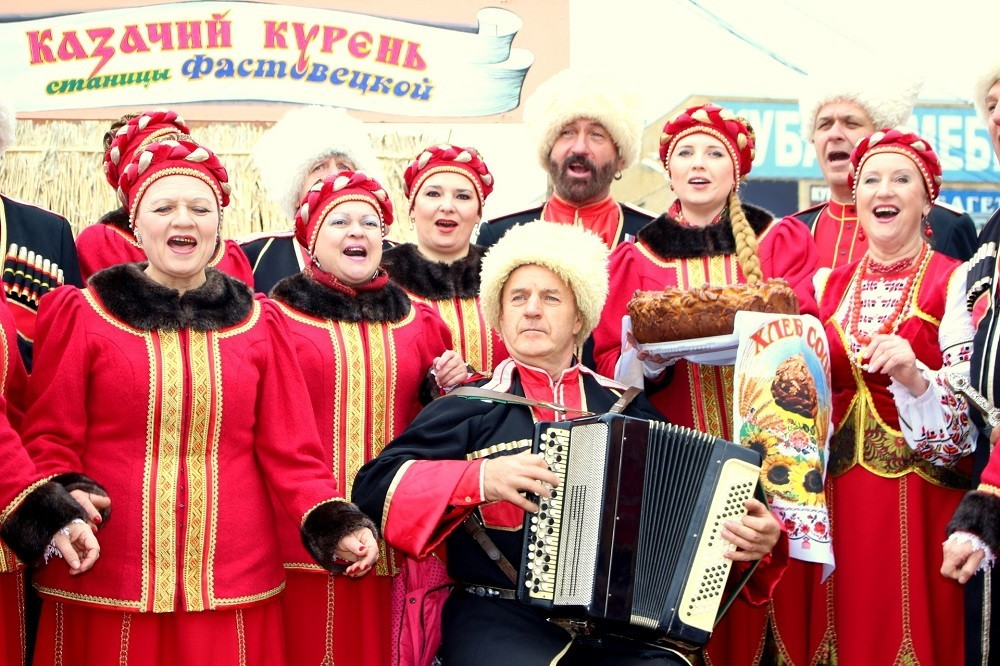
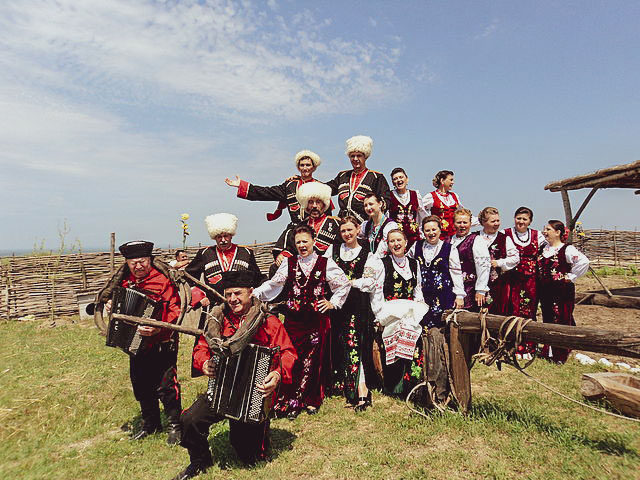
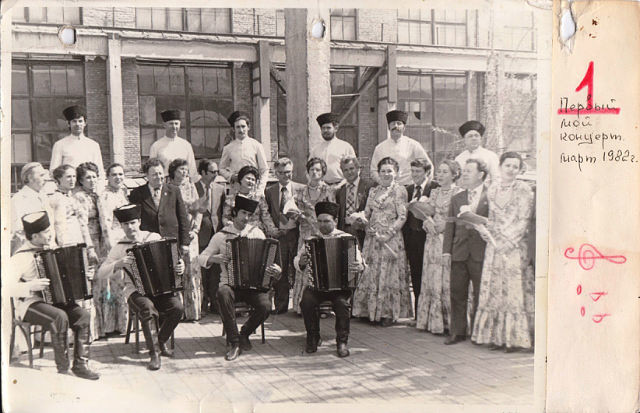
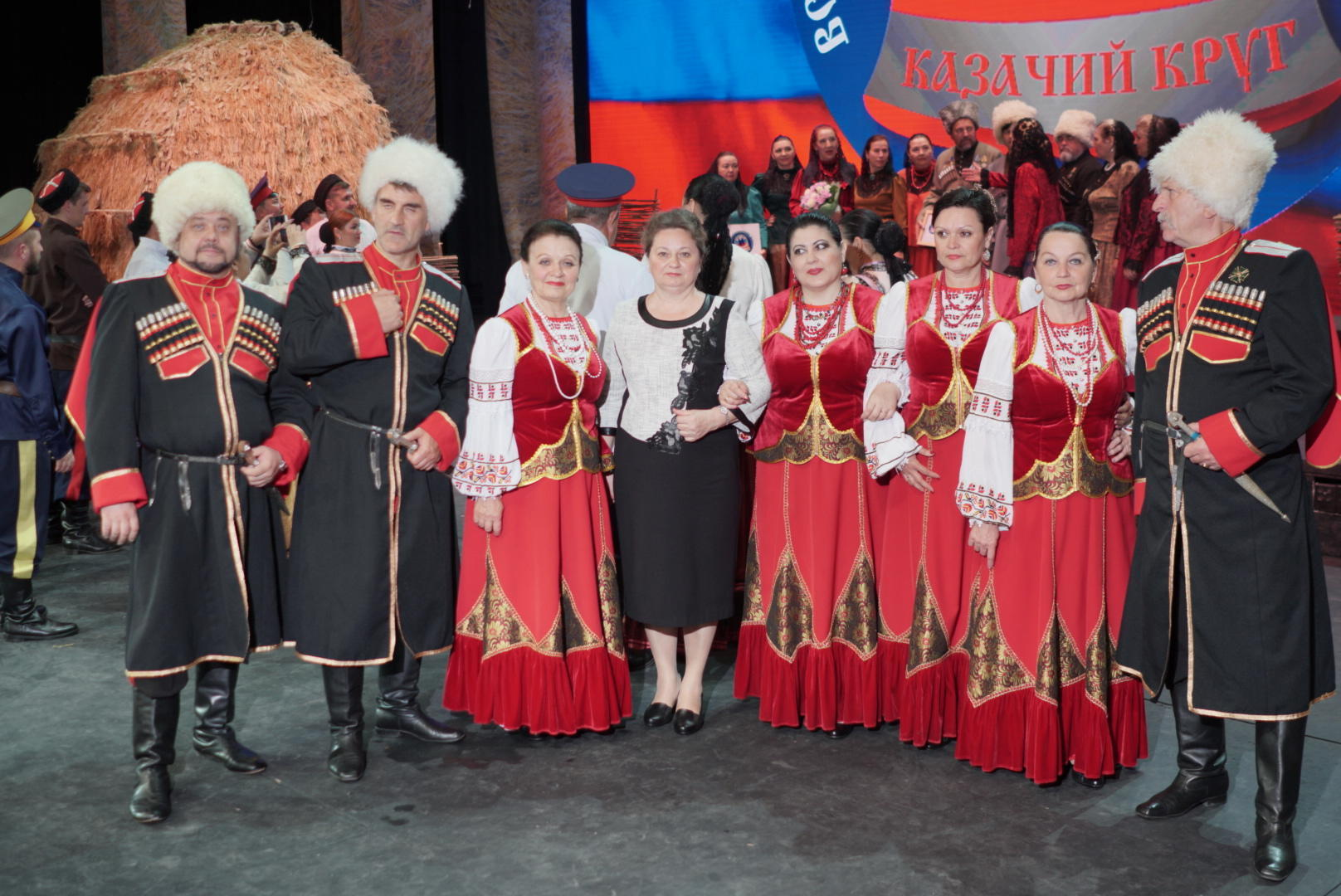
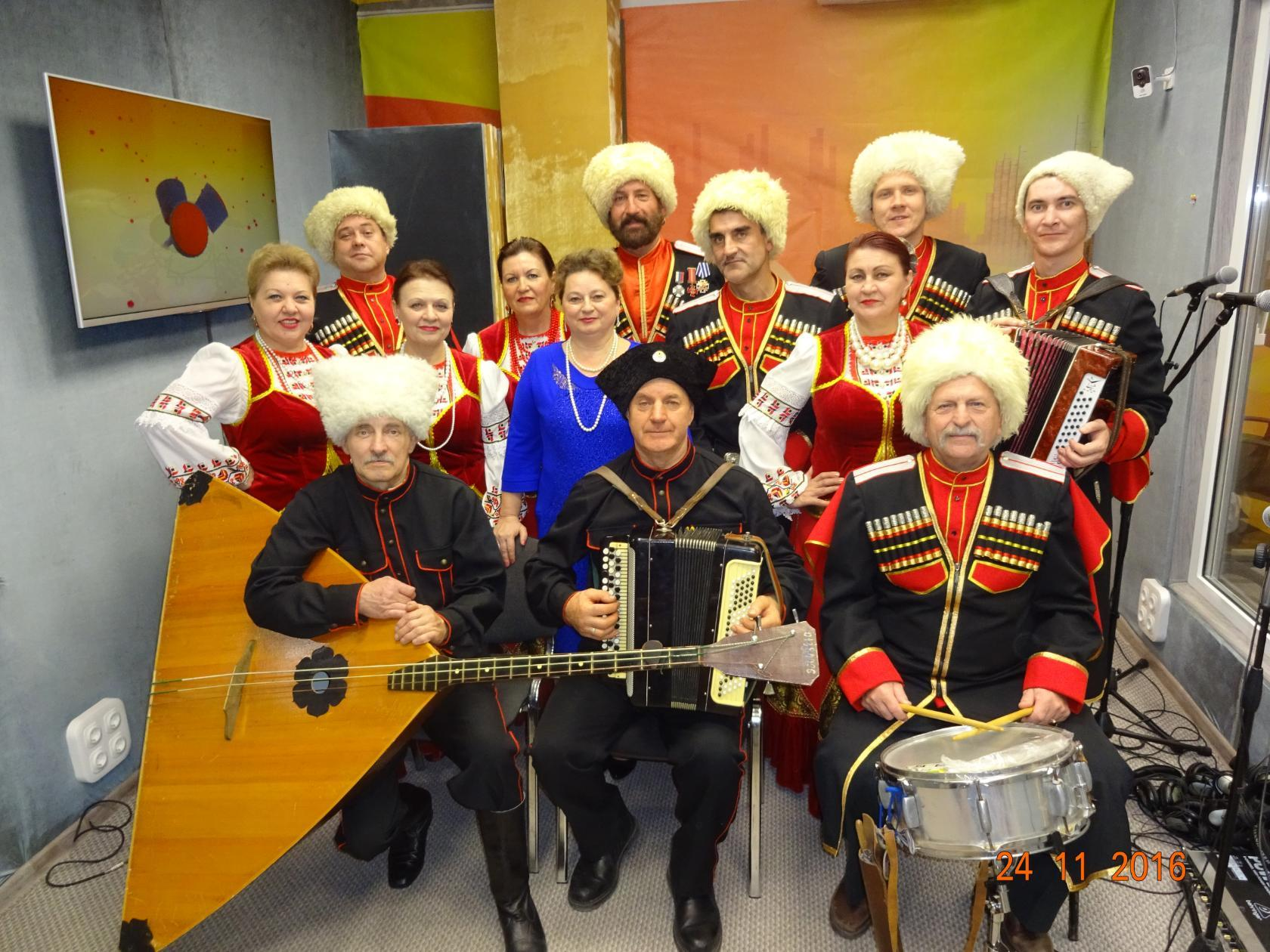